# John Grant Mitchell
Pour les articles homonymes, voir John Mitchell et Mitchell.
John Grant Mitchell (6 novembre 1838 – 7 novembre 1894), est un avocat de l'Ohio et général dans l'armée de l'Union pendant la guerre de Sécession. Il est actif dans plusieurs grandes campagnes et batailles sur la théâtre occidental, y compris celles de Chickamauga, Atlanta, et Franklin-Nashville et des Carolines. Il commande une brigade d'infanterie de vétérans lors d'un grand nombre de ces opérations.

## Avant la guerre
Mitchell naît à Piqua, en Ohio. Il va dans les écoles communes et entre ensuite au Kenyon College à Gambier, en Ohio, alors qu'il est un jeune homme. Il est diplômé en 1859 et, par la suite étudie le droit à Columbus, en Ohio, avec la firme Swan, Andrews, and Noble.

## Guerre de Sécession
Peu de temps après le déclenchement de la guerre de Sécession au début de 1861, Mitchell s'engage en tant que soldat, dans le premier bataillon des réserves de l'Ohio. Le 27 juillet, il est nommé premier lieutenant et de adjudant du 3rd Ohio Infantry. Le 21 décembre, après s'être enrôler de nouveau pour trois ans, il est promu capitaine et prend le commandement de sa compagnie. Il participe à la campagne d'Ormsby M. Mitchel dans le Tennessee et l'Alabama.
À l'automne de 1862, Mitchell aide à lever et recruter de ce qui devient le 113th Ohio Infantry et est nommé lieutenant-colonel du régiment le 2 septembre. Le 6 mai 1863, Mitchell continue sa progression étant promu colonel et menant son régiment pendant la campagne de Tullahoma. En septembre de cette année-là, Mitchell prend le commandement de la deuxième brigade de la troisième division du corps de réserve de l'armée du Cumberland. Le mois suivant, il est affecté au XIVe corps, avec lequel il est associé pour le reste de la guerre.
Au cours de la bataille de Chickamauga, Mitchell mène une brigade sous les ordres de James B. Steedman qui arrive en retard le deuxième jour, et joue un rôle de premier plan en aidant George H. Thomas, en se maintenant sur se position de retardement au sommet de Horseshoe Ridge. Lors de la bataille de Missionary Ridge près de Chattanooga, dans le Tennessee, Mitchell soutient une colonne d'assaut du major général William T. Sherman. Plus tard, il part pour secourir Ambrose Burnside pendant le siège de Knoxville. Au cours de la campagne d'Atlanta en 1864, Mitchell mène l'avance contre les positions ennemies lors de la bataille de Rocky Face Ridge. Son régiment souffre gravement lors de la bataille de Resaca et joue un rôle important lors des batailles de Dallas et de New Hope Church. Son vieux 113th Ohio perd plus d'une centaine d'hommes lors de l'assaut de Kennesaw Mountain. Mitchell rend compte à Thomas et prend le commandement du XIVe corps détaché pendant la bataille de Nashville et la poursuite subséquente de l'armée confédérée en retraite de John Bell Hood.

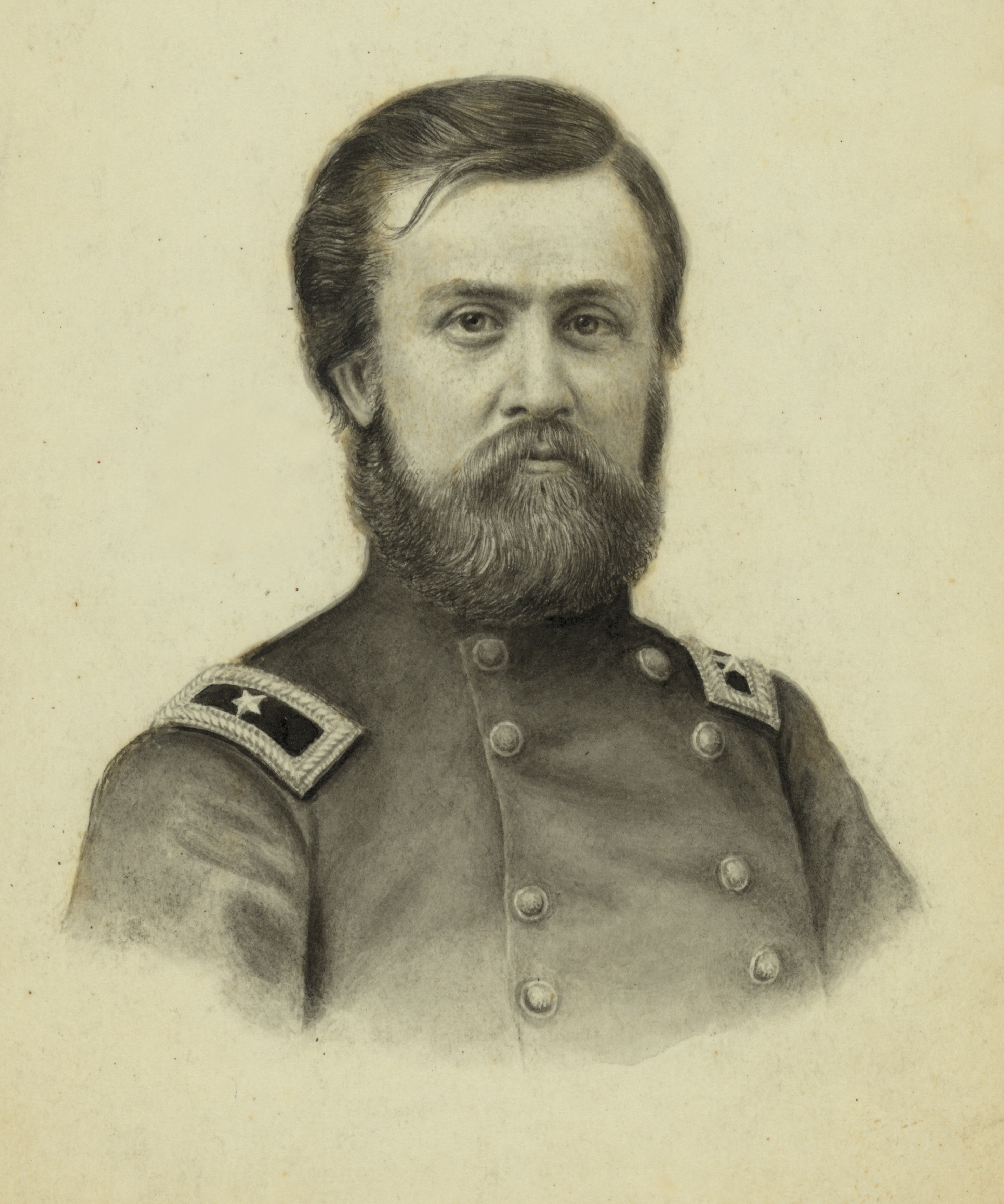
Portrait de John G. Mitchell par Alden Finney Brooks.

Le 12 janvier 1865, sur la recommandation du général Sherman, Mitchell, âgé de 26 ans, est promu brigadier général des volontaires, devenant l'un des plus jeunes soldats-civils à atteindre ce rang sans le bénéfice d'une formation militaire. Il participe à l'une des dernières des grandes campagnes de la guerre, la campagne des Carolines, à la fin de l'hiver et au début du printemps de 1865. Il commande sa brigade lors des batailles d'Averasborough et de Bentonville, où ses actions stoppent une avance confédérée majeure. Il est présent lors de la reddition du général confédéré Joseph E. Johnston à Bennett Place en avril.
Mitchell, mène ensuite ses hommes lors de la grande revue des armées dans les rues de Washington, DC au début de mai. Dans l'omnibus de promotions à la suite de la guerre, Mitchell obtient un brevet et une promotion de major-général des volontaires, avec effet rétroactif au 13 mars.

## Après guerre
Mitchell démissionné de l'armée, le 3 juillet 1865, et retourne chez lui à Columbus, en Ohio, pour reprendre sa carrière juridique. En octobre 1862, il épouse Laura Platt, la fille de Fanny Hayes Platt et la nièce de son compagnon général de la guerre de Sécession (et futur gouverneur de l'Ohio et président des États-Unis) Rutherford B. Hayes. Le couple a finalement quatre enfants—trois filles et un garçon. Mitchell et Hayes restent bons amis pour le reste de leur vie. Mitchell sert au registre des faillites, comme président du conseil de la ville de Colombus, et comme commissaire des retraites de l'Ohio .
John G. Mitchell meurt à Columbus le lendemain de son 56e anniversaire. Après des funérailles grandes et très suivies, il est inhumé dans le cimetière de Green Lawn. Ses papiers personnels et militaires sont archivés dans la collection de la bibliothèque du centre présidentiel Rutherford B. Hayes.
Son seul fils, Grant Mitchell, est devenu l'un des acteurs célèbres à Hollywood, en Californie, au début du 20e siècle.